# 4979 Otawara
4979 Otawara è un asteroide della fascia principale. Scoperto nel 1949, presenta un'orbita caratterizzata da un semiasse maggiore pari a 2,1676383 UA e da un'eccentricità di 0,1444946, inclinata di 0,91134° rispetto all'eclittica.